# عبد الله الصيداوي
عبد الله الصيداوي، من مواليد 14 أغسطس 1979، لاعب كرة قدم فلسطيني دولي يلعب كحارس مرمي.
يلعب لصالح فريق هلال القدس الفلسطيني منذ سبتمبر 2007، وذلك بعدما انتقل إليه من نادي جبل المكبر الفلسطيني.
عام 2010، تسيد الصيداوي لائحة الحراس الأكثر يقظة وحاز على النقاط الأفضل من حيث حساب عدد الأهداف التي دخلت مرماه في مرحلة الذهاب، وكان الحارس الوحيد الذي سجل حضوراً لافتاً في قلة عدد الأهداف التي دخلت مرماه بواقع خمسة أهداف في إحدى عشرة جولة. توج الصيداوي أفضل حارس للعام 2010.